# Astyochia fessonia
Astyochia fessonia är en fjärilsart som beskrevs av Druce 1885. Astyochia fessonia ingår i släktet Astyochia och familjen mätare. Inga underarter finns listade i Catalogue of Life.